# Silvio Aquino
Silvio Romeo Aquino (Guazapa; 30 de junio de 1949) es un exfutbolista salvadoreño que jugó de delantero.

## Trayectoria
Era apodado "el cañón de Guazapa" y en su país jugó en los clubes del CD Cruzeiro de la Liga Media, el Molsa de la Segunda División, el Tapachulteca, Juventud Olímpica, Alianza, Atlético Marte y Fuerte Aguilares. Jugó en Guatemala con Cobán Imperial, Jalapa junto a su compatriota Ramón Fagoaga, el Tipografía Nacional y Bandegua.

## Selección nacional
El 1 de agosto de 1976 fue su debut con la selección de El Salvador, en la eliminatoria para la Copa Mundial de 1978, siendo en la victoria ante Panamá de 4-1 y logrando un gol.
En la siguiente eliminatoria, volvió a pasar al Campeonato de Naciones, esta vez en Honduras 1981, donde tras quedar subcampeón, clasificó y fue convocado al Mundial de España 1982. En esa copa, inexplicablemente no jugó ningún minuto.

### Participaciones en Copas del Mundo
| Mundial                        | Sede   | Resultado    |
| ------------------------------ | ------ | ------------ |
| Copa Mundial de Fútbol de 1982 | España | Primera fase |

## Clubes
| Club                    | País        | Año       |
| ----------------------- | ----------- | --------- |
| Cruzeiro                | El Salvador |           |
| Molsa                   | El Salvador |           |
| Tapachulteca            | El Salvador | 1975      |
| Juventud Olímpica       | El Salvador | 1975-1978 |
| Alianza                 | El Salvador | 1978-1982 |
| Cobán Imperial (cesión) | Guatemala   | 1978      |
| Atlético Marte (cesión) | El Salvador | 1981      |
| Jalapa                  | Guatemala   | 1982-1984 |
| Tipografía Nacional     | Guatemala   | 1985-1986 |
| Bandegua                | Guatemala   | 1987      |
| Fuerte Aguilares        | El Salvador | 1987      |

## Palmarés

### Distinciones individuales
| Distinción                                            | Año     |
| ----------------------------------------------------- | ------- |
| Máximo goleador de la Primera División de El Salvador | 1980-81 |